# Козьмин, Константин Андреевич
Константи́н Андре́евич Козьми́н (1848—1896) — русский педагог, статский советник.
Сын сельского священника, Константин Козьмин окончил историко-филологический факультет Императорского Московского университета в 1873 году со степенью кандидата. Начал работать преподавателем русского языка и словесности в 1-й московской гимназии, но вскоре был переведён преподавателем русского языка в Московский учительский институт. Более двадцати лет ему пришлось преподавать русский язык также в Московском Александровском институте и в других учебных заведениях Москвы.
Ему принадлежит целый ряд весьма распространенных в его время учебных пособий:
- «Русская хрестоматия для низших классов среднеучебных заведений, городских и уездных училищ» (2 курса в 2 кн., М.; 1876; 18-е изд., М., 1902)
- «Элементарный курс русской орфографии» (М., 1878)
- «Элементарная грамматика для городских училищ» (М., 1878)
- «Грамматика церковно-славянского языка нового периода» (М., 1879; 11-е изд., 1901)
- «Логико-стилистические разборы образцов прозы и поэзии» (М., 1881; 4-е изд., 1900)
- «Начальная хрестоматия» (М., 1884; 3-е изд., 1895)
- «Приготовительный курс грамматики» (М., 1884; 12-е изд., 1895)
- «Биографии и характеристики отечеств. образцовых писателей» (М., 1883; 6-е изд., 1900)
- «Теория словесности» (М., 1883; 8-е изд., 1902), «Церковно-славянская хрестоматия» (М., 1885; 3-е изд., 1900)
- «Образцы систематического диктанта» (М., 1886; 7-е изд., 1899)
- «Синтаксис русского языка» (М., 1888; 6-е изд., 1901).

Под его редакцией были изданы для школ «Сочинения Пушкина» (М., 1882, в 3-х т.).